# Port lotniczy Maniitsoq
Port lotniczy Maniitsoq (grenlandzki: Mittarfik Maniitsoq, IATA: JSU, ICAO: BGMQ) – port lotniczy położony w Maniitsoq, na Grenlandii.

## Linie lotnicze i połączenia
| Linia Lotnicza | Kierunek                             |
| -------------- | ------------------------------------ |
| Air Greenland  | 1. Kangerlussuaq 2. Nuuk 3. Sisimiut |